# Dan spomina na mrtve
Dan spomina na mrtve oziroma dan mrtvih je v Sloveniji državni praznik, ki se v spomin na umrle praznuje 1. novembra. Praznik je sekularna različica krščanskega praznika vsi sveti.
V davnini je bil ves čas okoli zimskega sončnega obrata čas mrtvih; njihove duše naj bi se v dolgih nočeh vračale na svet. Člani moških družb so jih našemljeni poosebljali. Krščanstvo je spremenilo pogansko animistično gledanje, tako da je rajne prikazovalo kot »duše v vicah«, ki se morajo očistiti grehov, preden smejo v nebesa. Za to naj bi jim bila potrebna molitev živih. Domači so najemali tudi druge, da so molili za njihove rajne, predvsem so to naročali revežem in otrokom; ti so svoj čas hodili od hiše do hiše in ljudje so jih obdarjali z obrednim pecivom (prešce, vahtiči, krželji, mižnjeki). To se je dogajalo predvsem 2. novembra (krščanski dan vernih duš), pa tudi že dan prej (praznik vseh svetnikov). Obredno pecivo je skoraj gotovo ostanek iz predkrščanstva. Neznani poganski praznik mrtvih se je v krščanstvu razdelil še na dva krščanska godova: na god sv. Mihaela (29. september), ko na Koroškem delijo obredno pecivo, in na god sv. Martina (11. november), ko po jesenski pojedini pustijo na mizi ostanke za verne duše.
Na dan spomina na mrtve se ljudje množično odpravljajo na pokopališča na grobove bližnjih ter tam prižigajo sveče, prinašajo šopke rož, vence in ikebane ter se. Na ta dan po državi potekajo žalne slovesnosti in verski obredi za umrle. Dan mrtvih izkoristimo da se spomnimo preminulih oseb, ter jih z obiskom groba počastimo.

## Zgodovina
Prvi november, cerkveni praznik vseh svetih, je bil v obdobju Ljudske republike Slovenije (1948–1959) dela prost dan, od 1959 pa državni (republiški) praznik spomina na mrtve, od 1989 imenovan dan spomina na mrtve.